# 联合国安全理事会第8号决议
《联合国安理会8号决议》是1946年8月29日在联合国安全理事会第57次会议上通过的，该决议以10票赞成、1票弃权通过。
决议决定，经过对阿尔巴尼亚、蒙古国、阿富汗、约旦、爱尔兰、葡萄牙、冰岛、暹罗和瑞典的入会申请进行审查，推荐阿富汗、冰岛和瑞典加入联合国。